# Verižni pogon
Verižni pogon je vrsta prenosa mehanske moči in vrtilnega momenta iz ene osi na drugo. Pogosto se uporablja za prenašanje moči na kolesa vozil, zlasti pri kolesih in motornih kolesih. Uporablja se tudi v različnih strojih.
Najpogosteje se moč prenaša iz posebno oblikovanega kolesa, verižnika, na verigo in nato na drugega verižnika, ki moč ali navor odjema in vodi na zahtevano gred. Veriga in verižniki so natančno oblikovani tako, da se gibanje prenaša enakomerno in brez drsljajev. Luknje na verigi sovpadajo z zobmi verižnika, prečni valjčki verige pa z dolinami profila verižnika.
Druga vrsta pogona verige je veriga Morse, ki ga je izumila družba Chain Morse v Ithaca, New York, ZDA. To je obrnjen zob.
Včasih se moč ustvarja s preprostim vrtenjem verige, ki se uporablja za dvigovanje ali vleko predmetov. Čeprav najpogosteje so pogonske verige enostavne ovalne zanke, lahko verižne pogone vodimo okoli vogalov z namestitvijo prosto vrtečih verižnikov, ki ne jemljejo oz. dovajajo moč ampak samo spreminjajo smer poti verige. S spreminjanjem premera verižnikov lahko spreminjamo prestavno razmerje spremeni. 

## Zgodovina
Najstarejša znana uporaba verižnih pogonov se pojavi v Polybolosu in ponavljanje je opisal grški inženir Philon od Bizanca (v 3. stoletju pred našim štetjem). Dve ravni vezani verigi sta bili povezani z vitlom z navijanjem naprej in nazaj. Čeprav naprava ni posredovala moči neprekinjeno, saj verige ne prenašajo moč iz gredi na gred. Grška oblika označuje začetek zgodovine verige pogona saj ni znano od prej primer takšnega cama, in v kompleksu je znano šele v 16. stoletju. To je tukaj, da pavšalne Verige, ki se pogosto pripisujejo Leonardu da Vinciju ,ki je dejansko doživel svoj prvi nastop. " 
Prva stalna moč oddajanja verižnega pogona je bila upodobljena v pisnih urah razprav dinastije Song (960-1279), kitajski inženir Su Song (1020-1101 AD), ki je bil zadolžen za upravljanje armilarne sfere njegove astronomske ure stolpa , pa tudi kot uro jack figurice predstavljajo čas dneva z mehansko Lupnjavo z gongi in bobni. Verigam pogona je bila dana moč, s pomočjo hidravličnih delov vodnega rezervoarja ure in vodno kolo, ki je delovalo kot veliko orodje .
Neskončno moč oddajanja verižnega pogona je bilo ločeno izumljeno v Evropi Jacques de Vaucanson in 1770 za svilo navijanja in mletje mlina . JF Tretz je bil prvi, ki uporabljal verižni pogon na kolesih leta 1869.

## Verige v primerjavi z jermeni
Pogonske verige so najpogosteje izdelane iz kovine, medtem ko so pasovi izdelani pogosto iz gume, plastike ali druge snovi. Na splošno ima verižni pogon manjše izgube zaradi trenja in lahko prevaja večje moči in navore napram pasom. Večja masa verige pa nasprotno poveča vztrajnost pogonskega sistema. Verige potrebujejo tudi oljno mazanje in natančno poravnavanje napetosti. 
Pogonski jermeni  (razen, če imajo zobnike) stalno malo drsijo po kolesih, kar predstavlja energetsko izgubo in ne dovoli njih uporabo, ko potrebujemo natančnost pri premikanju.
Konvencionalni diski valjnih verig trpijo z vibracijami, kot je dejanski obseg delovanja v kombinaciji verige in zobnika nenehno se spreminja v času revolucije. Če se veriga premakne pri konstantni hitrosti, potem se mora v gredi pospešiti in nenehno upočasniti. Če se pogon zobnika vrti pri konstantni hitrosti, potem mora veriga, (ki verjetno poganja zobnik) pospeševati in stalno upočasniti. To po navadi ni problem z velikimi pogoni, je pa večina motociklov opremljenih z gumo zaklenjenih in zadnje kolo vozišča dejansko izloči te vibracije. Zobati diski so namenjeni pasu, da se prepreči to vprašanje, ki deluje pri konstantnem radiju.
Verige so pogosto ožje od pasov in jih lahko lažje premikamo med različnimi vzporednimi verižniki. Tako delujejo npr. kolesarske prestave. 
Verige lahko uporabljamo za premikanje predmetov, kot vedra ali kablji. Ko verige rabimo za premikanje stvari navpično, jih vodimo v okvirjih, npr. v industrijskih opekačih, medtem ko se pasovi dobro premikajo vodoravno v obliki traku pasu . 
Pogonske gredi so še en običajen način, prevajanja mehanske moči in navora. Izbira med pogonsko gredjo, jermenom ali verigo je ključna izbira pri načrtovanju motornih koles. Pogonske gredi so še boljše in bolj zanesljive kot verige, vendar tehtajo tudi več. Skoraj vsi visokozmogljivi motocikli uporabljajo verižni pogon, medtem ko pogonske gredi in yobate jermene rabimo pri bolj turistično orientiranih motornih kolesih.

## Uporaba v vozilih

### Kolesa
Verižni pogon je glavna značilnost, ki razlikuje varnostno kolo (uvedeno leta 1885) z dvema enako velikima kolesoma, od koles z neposrednim pogonom sprednjega kolesa. Namesto povečanja premera gonilnega kolesa, lahko večje hitrosti dosežemo tako, da vrtilno hitrost med pedali in gonilnim kolesom povečamo s pravilno izbiro verižnikov.

### Avtomobil
Verižni pogon je bil precej obči način prenosa moči v prvih dnevih avtomobilske industrije. Bil je alternativa sistemu Panhard s svojimi togimi Hotchkiss gredmi in univerzalnimi priključki.
Verižni pogon sistema se uporablja za eno ali več ročnih verig za prenos moči z diferencialom na zadnji osi . Ta sistem se lahko za veliko mero vertikalne osi gibanja spremeni (na primer čez grbine) in je enostavnejši za načrtovanje in gradnjo, kot druge gredi v suspenziji . Prav tako se težje vrti na zadnjih kolesih, kot je Hotchkiss pogon, ki bi imel težjo gred za izvajanje kot tudi, da bodo pnevmatike trajale dlje.
Frazer Nash je bil močan zagovornik tega sistema z eno verigo na orodje, ki se ga izbere. Frazer Nash verige pogonskih sistemov (zasnovana za podjetja Cyclecar GN jih Archibald Frazer-Nash in Henry Ronald Godfrey ) in je bil zelo učinkovit, ker omogoča izjemno hitro izbiranje prestav.Frazer Nash (ali GN) prenosno omrežje, ki je podlaga za številne dirkalne avtomobile 1920 in 1930, najbolj znani so Basil Davenport je Spider, ki so imeli v lasti dokončni rekord na Shelsley Walsh hitrost vzpenjanja Hill leta 1920.
Parry-Thomas je bil ubit med hitrostjo v rekordnem poskusu v "svojem avtomobilu Babs ", ker se je veriga pogon zlomila.
Zadnja priljubljena veriga pogona avtomobilov je Honda S600 iz leta 1960.

## V motorjih
Motorji z notranjim zgorevanjem pogosto uporabljajo verižne pogone za pogon odmične gredi. To je področje, na katerem verižni pogon pogosto neposredno tekmuje z jermenskim, ter odličnim primerom nekaterih razlik in podobnosti med obema pristopoma. Na splošno lahko trdimo, da verige trajajo dlje, vendar se težje nadomestijo. 
Odmične gredi v štiritaktnem motorju se morajo vrteti s polovično hitrostjo motorne gredi, zato ima verižnik na odmični gredi dvakratno število zob tistega na ročični gredi. 
Redkejše alternative za pogon odmične gredi so stožčasti zobniki in gredi ali zaporedje zobnikov.

## Prenos primeri
Danes so obrnjene verige pogonov zobnikov običajno uporabljajo v osebnih avtomobilih in lahkih tovornjakih za primer prenosa.

## Motorna kolesa
Verižni pogon v primerjavi z vožnjo ali uporabi gredi je temeljna oblika odločitev pri oblikovanju motornih koles; skoraj vsi motocikli uporabljajo enega od teh treh modelov.